# Väjern
Väjern is een plaats in de gemeente Sotenäs in het landschap Bohuslän en de provincie Västra Götalands län in Zweden. De plaats heeft 659 inwoners (2005) en een oppervlakte van 40 hectare.

## Verkeer en vervoer
Bij de plaats loopt de Länsväg 174.